# Hideaki Nagai
Hideaki Nagai (ur. 5 września 1983 w Ashiro) – japoński narciarz, specjalista kombinacji norweskiej, brązowy medalista olimpijski.

## Kariera
Po raz pierwszy na arenie międzynarodowej Hideaki Nagai pojawił się 12 lutego 2008 roku w zawodach Pucharu Świata B (obecnie Puchar Kontynentalny) w japońskiej miejscowości Iiyama. Zajął tam 34. miejsce w sprincie. Nigdy nie wystąpił na mistrzostwach świata juniorów. W Pucharze Świata zadebiutował 3 lutego 2012 roku w Val di Fiemme, gdzie zajął 31. miejsce w zawodach penalty race. Pierwsze pucharowe punkty zdobył już dwa dni później, kiedy zajął osiemnaste miejsce w zawodach w metodą Gundersena. Najlepsze wyniki osiągnął w sezonie 2012/2013, kiedy trzykrotnie plasował się w czołowej dziesiątce, a w klasyfikacji generalnej PŚ zajął 23. miejsce. W 2007 roku wystartował na mistrzostwach świata w Sapporo, gdzie wraz z kolegami zajął ósme miejsce. Na rozgrywanych sześć lat później mistrzostwach świata w Val di Fiemme był piąty w Gundersenie na dużej skoczni i osiemnasty na normalnym obiekcie.
Po sezonie 2021/22 postanowił zakończyć karierę.

## Osiągnięcia

### Igrzyska olimpijskie
| Miejsce | Dzień     | Rok  | Miejscowość | Konkurencja           | Wynik zwycięzcy | Strata      | Zwycięzca       |
| ------- | --------- | ---- | ----------- | --------------------- | --------------- | ----------- | --------------- |
| 22.     | 12 lutego | 2014 | Soczi       | Gundersen HS106/10 km | 23:50,2 min     | +1:39,9 min | Eric Frenzel    |
| 26.     | 18 lutego | 2014 | Soczi       | Gundersen HS140/10 km | 23:27,5 min     | +1:43,2 min | Jørgen Gråbak   |
| 5.      | 21 lutego | 2014 | Soczi       | Sztafeta HS140/4x5 km | 46:48,5 min     | +1:17,1 min | Norwegia        |
| 14.     | 14 lutego | 2018 | Pjongczang  | Gundersen HS109/10 km | 24:51,4 min     | +1:39,1 min | Eric Frenzel    |
| 12.     | 20 lutego | 2018 | Pjongczang  | Gundersen HS140/10 km | 23:52,5 min     | +1:27,7 min | Johannes Rydzek |
| 4.      | 22 lutego | 2018 | Pjongczang  | Sztafeta HS140/4x5 km | 46:09,8 min     | +2:08,8 min | Niemcy          |
| 31.     | 15 lutego | 2022 | Zhangjiakou | Gundersen HS140/10 km | 27:13,3 min     | +3:59,6 min | Jørgen Graabak  |
| 3.      | 17 lutego | 2022 | Zhangjiakou | Sztafeta HS140/4x5 km | 50:45,1 min     | +55,2 s     | Norwegia        |

### Mistrzostwa świata
| Miejsce | Dzień     | Rok  | Miejscowość      | Konkurencja           | Wynik zwycięzcy | Strata      | Zwycięzca           |
| ------- | --------- | ---- | ---------------- | --------------------- | --------------- | ----------- | ------------------- |
| 8.      | 25 lutego | 2007 | Sapporo          | Sztafeta HS134/4x5 km | 49:14,9 min     | +5:17,7 min | Austria             |
| 18.     | 22 lutego | 2013 | Val di Fiemme    | Gundersen HS106/10 km | 29:13,2 min     | +1:23,8 min | Jason Lamy Chappuis |
| 5.      | 28 lutego | 2013 | Val di Fiemme    | Gundersen HS134/10 km | 27:22,8 min     | +42,3 s     | Eric Frenzel        |
| 18.     | 20 lutego | 2015 | Falun            | Gundersen HS100/10 km | 26:38.9 min     | +1:23.4 min | Johannes Rydzek     |
| 6.      | 22 lutego | 2015 | Falun            | Sztafeta HS100/4x5 km | 44:20.7 min     | +1:11.5 min | Niemcy              |
| 20.     | 24 lutego | 2017 | Lahti            | Gundersen HS100/10 km | 26:19,6 min     | +1:33,9 min | Johannes Rydzek     |
| 4.      | 26 lutego | 2017 | Lahti            | Sztafeta HS100/4x5 km | 47:57,3 min     | +1:06.0 min | Niemcy              |
| 29.     | 1 marca   | 2017 | Lahti            | Gundersen HS130/10 km | 26:41,6 min     | +3:35,7 min | Johannes Rydzek     |
| 17.     | 22 lutego | 2019 | Seefeld in Tirol | Gundersen HS130/10 km | 23:43,0 min     | +1:41,9 min | Eric Frenzel        |
| 20.     | 28 lutego | 2019 | Seefeld in Tirol | Gundersen HS109/10 km | 25:01,3 min     | +1:33,2 min | Jarl Magnus Riiber  |
| 4.      | 2 marca   | 2019 | Seefeld in Tirol | Sztafeta HS109/4x5 km | 50:15,5 min     | +28,7 s     | Norwegia            |
| 18.     | 26 lutego | 2021 | Oberstdorf       | Gundersen HS106/10 km | 23:01,2 min     | +1:44,2 min | Jarl Magnus Riiber  |
| 4.      | 28 lutego | 2021 | Oberstdorf       | Sztafeta HS106/4x5 km | 43:57,7 min     | +2:13,4 min | Norwegia            |
| 21.     | 4 marca   | 2021 | Oberstdorf       | Gundersen HS137/10 km | 23:11,1 min     | +3:51,0 min | Johannes Lamparter  |

### Puchar Świata

#### Miejsca w klasyfikacji generalnej
- sezon 2011/2012: 49.
- sezon 2012/2013: 23.
- sezon 2013/2014: 29.
- sezon 2014/2015: 41.
- sezon 2015/2016: 25.
- sezon 2016/2017: 22.
- sezon 2017/2018: 33.
- sezon 2018/2019: 29.
- sezon 2019/2020: 34.
- sezon 2020/2021: 31.
- sezon 2021/2022: 25.

#### Miejsca na podium
Jak dotąd Nagai nie stał na podium indywidualnych zawodów PŚ.

### Puchar Kontynentalny

#### Miejsca w klasyfikacji generalnej
- sezon 2003/2004: 86.
- sezon 2006/2007: 57.
- sezon 2011/2012: 32.

#### Miejsca na podium
| Nr | Data             | Miejscowość | Konkurencja           | Wynik zwycięzcy | Pozycja | Strata  | Zwycięzca       |
| -- | ---------------- | ----------- | --------------------- | --------------- | ------- | ------- | --------------- |
| 1. | 29 stycznia 2012 | Klingenthal | Gundersen HS140/10 km | 25:28,2 min     | 3.      | +31,3 s | Taylor Fletcher |

### Letnie Grand Prix

#### Miejsca w klasyfikacji generalnej
- 2012: 25.
- 2013: 29.
- 2014: nie brał udziału
- 2015: 29.
- 2016: 32.
- 2017: (31.)[10]
- 2018: niesklasyfikowany
- 2019: (25.)[11]

#### Miejsca na podium chronologicznie
Jak dotąd Nagai nie stawał na podium indywidualnych zawodów LGP.